# Karl Kirchberger
Karl Kirchberger (Bécs ? – ?) Európa-bajnok és világbajnoki bronzérmes osztrák jégkorongzó.
1930 és 1935 között öt jégkorong-világbajnokságon játszott. Az 1930-as világbajnokságon 4. lettek és ekkor már a világbajnokságok Európa-bajnokságnak is számították és az európai rangsorban bronzérmesek lettek. Az 1931-es világbajnokságot bronzéremmel zárták és Európa-bajnokok is lettek. Az 1933-as világbajnokságon ismét 4. helyen végeztek és Európa-bajnoki ezüstérmet is szereztek. Az utolsó 1934-es világbajnokságán csak a 7. helyet szerezték meg.